# ماكس سيرينغ
ماكس سيرينج (18 يناير 1857 - 12 نوفمبر 1939) اقتصاديًا ألمانيًا. كان سيرينج أشهر الاقتصاديين الزراعيين الألمان في عصره؛ وشملت طلابه أوتو فون هابسبورغ.
درس سيرينج في كل من ستراسبورغ ولايبزيغ، قبل دخوله الخدمة المدنية في الألزاس في عام 19879. في عام 1883 تم إرساله من قبل الحكومة البروسية إلى أمريكا الشمالية لدراسة المنافسة الزراعية.
وأشار سيرينج إلى أن الثورة الروسية عملت على تعزيز انتقال أراضي الفلاحين من الملكية المشتركة إلى الملكية الخاصة. 

## روابط خارجية
- قالب:PM20